# Tetragnatha subextensa
Tetragnatha subextensa este o specie de păianjeni din genul Tetragnatha, familia Tetragnathidae, descrisă de Petrunkevitch, 1930. Conform Catalogue of Life specia Tetragnatha subextensa nu are subspecii cunoscute.